# Bill Sweedler

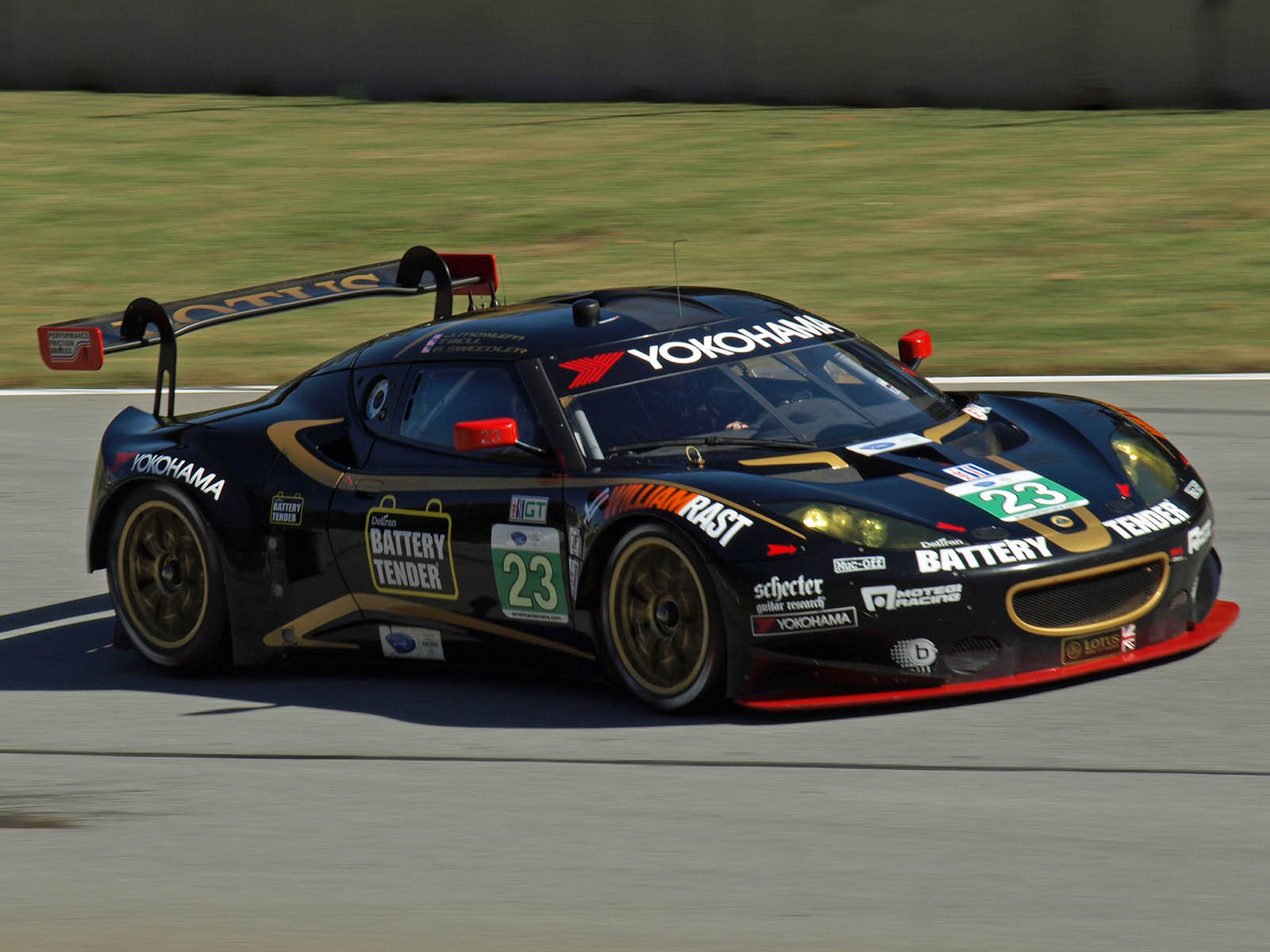
Der Lotus Evora GTE von Bill Sweedler, Townsend Bell und Johnny Mowlem beim Petit Le Mans 2012

William „Bill“ Sweedler (* 11. Oktober 1966 in New York City) ist ein US-amerikanischer Autorennfahrer und Finanzmanager.

## Unternehmer
Bill Sweedler studierte Finanzwirtschaft am Babson College in Wellesley Massachusetts. Nach dem Ende seines Studiums arbeitete er erst vier Jahre bei Polo Ralph Lauren und machte sich danach selbständig. Er gründete einige Unternehmen, die sich mit der Finanzierung von Unternehmen und dem Veranlagen von Finanzmittel befassen. Seine letzte Gründung war Tengram Capital Partners, ein Finanzierungs- und Beteiligungsunternehmen für Klein- und Mittelbetriebe in den Vereinigten Staaten, wo er auch Geschäftsführender Gesellschafter ist. Sweedler ist verheiratet, dreifacher Vater und lebt in Westport im Fairfield County im US-amerikanischen Bundesstaat Connecticut.

## Karriere im Motorsport
Die Motorsportkarriere begann 2007 mit 41 Jahren spät. Finanziert wurde der Einstieg in den GT-Sport mit eigenem Geld. Erste Rennen bestritt er im Mazda MX5-Cup, ab 2009 dann in der American Le Mans Series und der IMSA WeatherTech SportsCar Championship. Seit 2010 ist er regelmäßiger Starter beim 12-Stunden-Rennen von Sebring und gab 2015 mit einem 24. Endrang beim 24-Stunden-Rennen von Le Mans.
Sein bisher größter Erfolg war der Gesamtsieg in der GTD-Wertung der United SportsCar Championship 2015.

## Statistik

### Le-Mans-Ergebnisse
| Jahr | Team           | Fahrzeug               | Teamkollege   | Teamkollege    | Platzierung             | Ausfallgrund |
| ---- | -------------- | ---------------------- | ------------- | -------------- | ----------------------- | ------------ |
| 2015 | Scuderia Corsa | Ferrari 458 Italia GT2 | Townsend Bell | Jeff Segal     | Rang 24                 |              |
| 2016 | Scuderia Corsa | Ferrari 458 Italia GT2 | Townsend Bell | Jeff Segal     | Rang 26 und Klassensieg |              |
| 2017 | Scuderia Corsa | Ferrari 488 GTE        | Townsend Bell | Cooper MacNeil | Rang 29                 |              |

### Sebring-Ergebnisse
| Jahr | Team                            | Fahrzeug                    | Teamkollege    | Teamkollege       | Teamkollege      | Platzierung             | Ausfallgrund |
| ---- | ------------------------------- | --------------------------- | -------------- | ----------------- | ---------------- | ----------------------- | ------------ |
| 2010 | Alex Job Racing                 | Porsche 997 GT3 Cup         | Romeo Kapudija | Jan-Dirk Lueders  |                  | Rang 18                 |              |
| 2011 | Alex Job Racing                 | Porsche 997 GT3 Cup         | Brian Wong     | Leh Keen          |                  | Rang 34                 |              |
| 2012 | Alex Job Racing                 | Porsche 997 GT3 Cup         | Townsend Bell  | Dion von Moltke   |                  | Rang 31 und Klassensieg |              |
| 2013 | Team West AJR Boardwalk Ferrari | Ferrari 458 Italia GT2      | Townsend Bell  | Leh Keen          |                  | Ausfall                 | Defekt       |
| 2014 | AIM Autosport                   | Ferrari 458 Italia GT3      | Townsend Bell  | Jeff Segal        | Maurizio Mediani | Rang 24                 |              |
| 2015 | Scuderia Corsa                  | Ferrari 458 Italia Grand-Am | Townsend Bell  | Anthony Lazzaro   |                  | Rang 18                 |              |
| 2016 | O’Gara Motorsport               | Lamborghini Huracán GT3     | Townsend Bell  | Richard Antinucci |                  | Ausfall                 | Unfall       |
| 2017 | Alex Job Racing                 | Audi R8 LMS                 | Townsend Bell  | Frank Montecalvo  |                  | Rang 31                 |              |
| 2018 | Scuderia Corsa                  | Ferrari 488 GT3             | Townsend Bell  | Frank Montecalvo  |                  | Ausfall                 | Unfall       |